# KAIDO-峠の伝説-
『KAIDO-峠の伝説-』（かいどう とうげのでんせつ）は、元気株式会社が2005年7月28日に発売したPlayStation 2用レースゲームである。

## 概要
街道バトルシリーズの最新作であり、『街道バトル2 CHAIN REACTION』の続編である。
登場車種は前作より大幅に増え、コースも前作の全7コースから全19コースに増加した。ラリージャパン開催を意識し、シリーズ初の全面グラベルコース「北海道」が収録されているほか、夜フェイズに於いては各峠の一部区間がグラベルとなる（日によってランダム）。
首都高バトルシリーズでおなじみのボス軍団「THIRTEEN DEVILS」も登場する。

## あらすじ
かつて街道には、その神業で伝説を築き上げたEMOTIONAL KINGと呼ばれる走り屋がいた。しかし、阿蘇コースでのバトルを最後に姿を見せなくなったという。
そんな中、新たに現れたのはABSOLUTE EMPERORとMIRACLES SUMMITと呼ばれる2大巨頭。彼らはカテゴリーレース出身の正統派のプロドライバーであり、現在の街道ではこの2人が最高のテクニックを持つ存在とされていた。
そこに、首都高で伝説を築いたチームTHIRTEEN DEVILSが街道制圧を目論んで動き出したとの噂が流れる。それに呼応するかのようにして、首都高勢力の流入阻止と街道の保護を前面に掲げた精鋭チームが結成されるが…

## ゲームモード
コンクエスト
日本全国の峠を転戦して走りを磨き、走り屋の頂点に立つことを目指す本作のメインモード。
昼・夜の2つのフェイズで構成されており、昼フェイズではレーサーとしてカテゴリーレースに参戦してマシンのチューン資金を稼ぎ、夜フェイズでは峠に集うライバルたちを相手にバトルを行う。
時間経過の概念は存在せず、フェイズの切り替えはプレイヤーが行う。
レコードチャレンジ
ライバルなしの単走で、記録の限界にチャレンジするモード。TAアタック、CAアタック、ジムカーナアタックの3種類があり、ゴーストの有無・天候・走行ルートなどを設定できる。
レコードチャレンジでは、最初から全ての日本車のノーマルカー（チューニング可能な車種）、全てのチューニングパーツ、北海道を除く全てのロングコースが選択できる。使用できない車種やコースは、アタック終了時に支給されるRP(レコードポイント)を集める事で解禁される。
レコードツアー
ロングコースの峠を順番に転戦していく、ツアー形式のモード。各コースの着順ごとに規定ポイントを入手でき、全11コースを走り終わったあとの合計ポイントを競う。ここで使用するマシンは4クラスに分けられており、その中から1台をチョイスする。レコードツアーはラリーを非常に意識した内容になっており、使用可能なマシンはラリーに出場している車種やスーパー1600・WRCベース車両が中心に選ばれている。またどのコースにも必ず工事区間(未舗装)が設けられており、走りに関してもラリー的要素が求められる。レース自体はTAアタックを踏襲した内容で、壁に衝突するとペナルティタイムが加算されるシステム。
ヴァーサスモード
画面を上下に2分割し、プレイヤー同士でバトルすることが可能なモード。バトル方法は3種類用意されている。なお、画面レイアウトの都合上、プレイ視点は主観視点のみに固定されている。
スピードキング
先にゴールしたほうが勝ち。
SPキング
SPバトルで勝負を決めるバトル。生身の人間相手に行うため、より緊張感のある対戦となる。
CAキング
CAポイントの合計値を相手と競うバトル。ライバル車には当たり判定があるので邪魔することも可能。

リプレイシアター
コンクエストと、レコードチャレンジのTAアタックとCAアタックでセーブした走りのリプレイを閲覧できるモード。各リプレイデータには、走りの映像だけではなく記録した日時と容量、使用車種やコースの名前、天候、時間帯なども一緒に記録される。

## カテゴリーレース
本作では、プレイヤーはプロレーサーとして扱われているため、新車購入・チューニングなどの費用は昼フェイズのカテゴリーレースで入手する事になる(ライバルとのバトルでも資金稼ぎは可能だが、効率は大きく劣る)。カテゴリーレースにはレベルが設定されており、プレイヤーのレベルが低いと参戦できない。レベルを上げるにはレースに優勝し「C-EXP」を入手する必要がある。前作までのような参加制限は無く、フェイズを切り替えない限りは任意のレースに何度でも出走可能。
ノーマルレース
カテゴリーレースの基本となる種目で、TAカップ・CAカップ・TACカップの3つがある。設定上は「パドックにいる5人のライバルとの勝負」となっており、全てのレースには1位から6位までのレコードタイムが設定されている。各レコードを上回るとそれに応じた賞金が、優勝するとさらにC-EXPが入手できる。
アドバンスレース
日付や天候など、特定の条件がそろうと開催される種目。出場車種に規定を設けているのが特徴(4WD限定・NA限定など)。内容はノーマルレースに準ずるが、優勝するとC-EXPに加え「プライズ」という記念品を入手できる。
マスターレース
アドバンスレースと同じく日付や天候など、特定の条件がそろうと開催され車種に規定がある種目（ハチロク限定・ロータリー限定など、一部レースは制限なし）。優勝するとアドバンスレースとは違いパーツや車が入手できる。
ジムカーナ
パイロンの置かれたフラットなコースで、指示どおりのルートを走る種目。TAアタック・CAアタックに挑戦できる。10種類のコースがあり、C-EXPに関係なく最初から全てのコースに挑戦することが可能(ただしC-EXPも入手できない)。
CAアタックではコース全体が判定区間となり、ドリフトを維持している間は常にCAポイントが加算される。また、クラッシュ等でポイントを剥奪される事もなく、通常のCAアタックと比べクリアが容易になっている。

## 登場車種
☆はスペシャルユーズドで出現する車種。
ASL
- GARAIYA

DAIHATSU
- MIDGET II R type K100P
- MIRA TR-XX AVANZATO R L502S
- MIRA AVY RS L260S
- COPEN L880K
- STORIA X-4 M112S

Honda
- BEAT PP1
- CITY TURBO II AA☆
- FIT 1.3W GD1
- CIVIC SiR II EG6
- CIVIC TYPE R EK9
- CIVIC TYPE R EP3
- CR-X SiR EF8
- PRELUDE Si VTEC BB4
- PRELUDE TYPE S BB6
- INTEGRA Si VTEC DC2
- INTEGRA TYPE R DC2
- INTEGRA TYPE R DC5
- ACCORD EURO R CL1
- ACCORD EURO R CL7
- S2000 2.0 TYPE-V AP1
- NSX TYPE R NA1
- NSX TYPE R NA2

MAZDA
- AZ-1 PG6SA
- DEMIO SPORT DY5W
- AXELA 23S BK3P
- FAMILIA GT-R BG8Z
- EUNOS ROADSTER NA8C
- ROADSTER TURBO NB8C
- ROADSTER Type S NB8C改
- ATENZA 23S GG3S
- RX-7 TURBO GT SA22☆
- RX-7 1.3 GT-X FC3S
- RX-7 ∞ FC3S
- enfini RX-7 TYPE RS FD3S
- RX-7 TYPE RS FD3S
- RX-8 TYPE S SE3P

MITSUBISHI
- COLT SPORT X VERSION Z28A
- MIRAGE CYBORG R CA4A
- MIRAGE CYBORG ZR CJ4A
- MIRAGE ASTI RX CJ4A
- FTO GP VER.R DE3A
- GALANT VR-4 TYPE-S EC5A
- GALANT VR-4 E39A
- LANCER GSR EVOLUTION CD9A
- LANCER GSR EVOLUTION 2 CE9A
- LANCER GSR EVOLUTION 3 CE9A
- LANCER GSR EVOLUTION 4 CN9A
- LANCER GSR EVOLUTION 5 CP9A
- LANCER GSR EVOLUTION 6 CP9A
- LANCER EVOLUTION 7 GSR CT9A
- LANCER EVOLUTION 8 GSR CT9A
- LANCER EVOLUTION 8 MR GSR CT9A
- ECLIPSE GSR-4 D32A
- STARION GSR-VR A187A☆
- GTO TWIN TURBO MR Z15A

NISSAN
- MARCH R EK10
- MARCH G# HK11
- MARCH 12SR AK12
- BLUEBIRD SSS-R RNU12
- PULSAR GTI-R RNN14
- PULSAR VZ-R N1 JN15
- SUNNY TRUCK B122☆
- RZ-1 TWINCAM type-B EB12
- GAZELLE TURBO RS-X S12☆
- 180SX TYPE II RS13
- 180SX TYPE X RPS13(中期型)
- 180SX TYPE X RPS13(後期型)
- SILVIA TURBO R-X.G S12☆
- SILVIA K's S13
- SILVIA CLUB K's PS13
- SILVIA K's S14(前期型)
- SILVIA K's CS14(後期型)
- SILVIA spec-R S15
- PRIMERA 2.0Te HP10
- PRIMERA 20V HP12
- LAUREL CLUB S EC33
- LAUREL 25 CLUB S GC34
- LAUREL 25 CLUB S GC35
- CEFIRO CRUISING A31
- SKYLINE TURBO RS-X R30☆
- SKYLINE GTS TURBO R31
- SKYLINE GTS-R R31
- SKYLINE GTS-t HCR32
- SKYLINE GT-R VspecII BNR32
- SKYLINE GTS25t ECR33(前期型)
- SKYLINE GTS25t ECR33(後期型)
- SKYLINE GT-R Vspec BCNR33
- SKYLINE 25GT TURBO ER34
- SKYLINE GT-R VspecII BNR34
- SKYLINE 350GT PV35
- SKYLINE COUPE 350GT CPV35
- STAGEA 260RS WGNC34
- STAGEA 350RX FOUR NM35
- FAIRLADY Z 240Z HS30S☆
- FAIRLADY Z 280Z-T S130☆
- FAIRLADY Z 300ZX HZ31
- FAIRLADY Z VERSION S CZ32
- FAIRLADY Z VERSION ST Z33

SUBARU
- VIVIO RX-R KK4
- R2 S RC2
- IMPREZA WRX STi GC8
- IMPREZA WRX STi Ver2 GC8
- IMPREZA WRX STi Ver3 GC8
- IMPREZA WRX STi Ver4 GC8
- IMPREZA WRX STi Ver5 GF-GC8
- IMPREZA WRX STi Ver6 GF-GC8
- IMPREZA 22B STi GF-GC8
- IMPREZA WRX STi GDB(A型)
- IMPREZA WRX STi GDB(C型)
- IMPREZA WAGON GF8
- IMPREZA WAGON GH-GGB
- IMPREZA WAGON TA-GGA
- FORESTER S/tb STi2 SF5
- FORESTER STi SG9
- LEGACY TOURING WAGON BF5
- LEGACY RS BC5
- LEGACY TOURING WAGON BG5
- LEGACY RS BD5
- LEGACY TOURING WAGON BH5
- LEGACY B4 RSK BE5
- LEGACY BLITZEN BE5
- LEGACY S401 BE5
- LEGACY B4 2.0GT specB BL5
- LEGACY WAGON BP5
- ALCYONE AX9
- ALCYONE SVX CXD

SUZUKI
- CARRY 660 TURBO DA52T
- ALTO WORKS RS/R CP21S
- ALTO WORKS RS-Z VVT HA22S
- Kei SPORT R HN22S
- SWIFT SPORT HT51S(実車はHT81S)
- CAPPUCCINO EA21R

TOYOTA
- IST 1.5S NCP61
- STARLET TURBO S EP71
- STARLET GT EP82(前期型)
- STARLET GT EP82(後期型)
- STARLET GLANZA V EP91
- VITZ RS NCP13
- LEVIN 1500SR AE85
- TRUENO 1500SR AE85
- LEVIN GT-APEX AE86(3ドア前期型)
- LEVIN GT-APEX AE86(3ドア後期型)
- LEVIN GT-APEX AE86(2ドア前期型)☆
- LEVIN GT-APEX AE86(2ドア後期型)☆
- TRUENO GT-APEX AE86(3ドア前期型)
- TRUENO GT-APEX AE86(3ドア後期型)
- TRUENO GT-APEX AE86(2ドア前期型)☆
- TRUENO GT-APEX AE86(2ドア後期型)☆
- LEVIN 1.6 GT-Z AE92
- TRUENO 1.6 GT-Z AE92
- LEVIN BZ-R AE111
- TRUENO BZ-R AE111
- CELICA GT-FOUR ST165☆
- CELICA GT-FOUR ST185
- CELICA GT-FOUR ST205
- CELICA SS-II ZZT231
- CELICA XX 2800GT MA61
- CALDINA GT-FOUR ST246W
- MR2 G-SUPER CHARGER AW11
- MR2 GT SW20
- MR-S 1.8 V EDITION ZZW30
- MR-S VM180 ZAGATO ZZW30
- ALTEZZA RS200 SXE10
- MARK II TOURER V JZX90
- MARK II TOURER V JZX100
- MARK II IR-V JZX110
- CHASER TOURER V JZX100
- VEROSSA 2.5 VR25 JZX110
- SOARER 3.0GT LIMITED MZ20☆
- SUPRA 2.5GT JZA70
- SUPRA RZ JZA80

ALFA ROMEO
- 155 Q4 167A2E
- 156 GTA 932AXB
- Crosswagon Q4

AUDI
- S3 8LBAMF
- RS4 Avant 8DAZBRF
- RS6 4BBCYF
- TT Coupe 3.2 quattro 8NBHEF

FIAT
- COUPE FIAT TURBOPLUS 175A3
- ABARTH 1000TCR☆

GEMBALLA
- TURBO R-GT 320

OPEL
- SPEEDSTER E00Z22

PEUGEOT
- 205 T16

RENAULT
- Renault 5 TURBO II
- Clio RenaultSport V6 Ph2

VOLKSWAGEN
- Golf R32 1JBFHF
- New Beetle RSi 9CAXJ

SPECIAL
スペック表記はなく、OTHER以外のセッティングも不可。ただし、SILEIGHTYとONEVIAのみ通常車種と同等のチューニングが可能。
- RIDOX SUPRA JZA80
- NOB SILVIA S15
- AMEMIYA RX-7 FD3S
- MCR GT-R BNR34
- FUJITSUBO LANCER CT9A
- FUJITSUBO IMPREZA GDB
- mines SKYLINE BNR34
- 5ZIGEN INTEGRA DC5
- GENKI S2000 AP1
- HKS SILVIA S15
- HKS ALTEZZA SXE10
- NOMURA SKYLINE ER34
- YOSHIOKA LEVIN AE86
- UTSUMI RX-7 FD3S
- HAYASHIDA SILVIA S15
- IZUMIDA FAIRLADY Z Z33
- LANCER_TGM CT9A
- LANCER EVOLUTION 9 SP CT9A
- CITROEN XSARA KIT CAR "Championnat de France2001"
- PEUGEOT 206 version 2000
- LANCER EVOLUTION 8 SP
- STARION 4WD
- IMPREZA SP Version
- PUNTO ABARTH SUPER 1600
- Opel Corsa Super 1600
- CLIO Sport 1600
- IGNIS 1600
- Mercedes 190E2.5-16V Evolution II
- Mercedes 190E2.5-16V Evolution I
- SILEIGHTY RPS13☆
- ONEVIA PS13☆

RIVAL CAR
一部の特殊なライバルが搭乗するマシン。特別なチューニングやドレスアップが施されており、吸気方式や駆動方式の変更にまで及んでいるものも存在する。ディーラーに並ぶ事はなく、そのライバルを仲間にする以外にこちらが使用する方法はない。

## ステージ
太字は今作で追加されたコース。
前作のコースに加え、全長の短いショートコースが8種類追加された。

### ロングコース
4種類のコースが追加されたが、第一いろは坂が削除された（ゲーム内ではメンテナンスのため閉鎖という設定）。ステージのSLASHER(各コースのボス)を倒すと、次のステージの峠が走行可能となる。
- ステージ1（春）
  - 箱根
    - 国道1号（神奈川県足柄下郡箱根町）

  - 広島
    - 広島県道248号野呂山公園線（広島県呉市）

- ステージ2（夏）
  - 榛名
    - 群馬県道33号渋川松井田線（群馬県渋川市）

  - 赤城
    - 群馬県道4号前橋赤城線（群馬県前橋市）

  - 裏六甲
    - 裏六甲ドライブウェイ（兵庫県神戸市北区〜灘区）

- ステージ3（秋）
  - 表六甲
    - 表六甲ドライブウェイ（兵庫県神戸市灘区）

  - 志賀草津
    - 志賀草津道路（群馬県吾妻郡草津町）

  - 日光
    - 国道120号、第二いろは坂[注釈 10]（栃木県日光市）

- ステージ4（冬）
  - 蔵王
    - 宮城県道・山形県道12号白石上山線（山形県上山市〜宮城県七ヶ宿町、蔵王町）

  - 阿蘇
    - 熊本県道298号阿蘇公園下野線、阿蘇パノラマライン（熊本県阿蘇市）

- ファイナルステージ
  - 北海道
    - 全面グラベル（北海道足寄郡足寄町）

### ショートコース
晴れの日の昼フェイズのみ走行できる特殊なコース。悪天候時および夜間は閉鎖される。カテゴリーレースでは使われない。
- 箱根七曲
  - 神奈川県道732号湯本元箱根線（神奈川県足柄下郡箱根町）
- 碓氷峠
  - 国道18号（群馬県安中市）
- 妙義山
  - 群馬県道196号上小坂四ツ家妙義線（群馬県甘楽郡下仁田町）
- 八方ヶ原
  - 栃木県道56号塩原矢板線（栃木県那須塩原市）
- 横浜
  - （神奈川県横浜市中区）
- 雪の大谷
  - 立山有料道路（富山県中新川郡立山町）
- 霧ヶ峰
  - 長野県道460号美ヶ原公園東餅屋線、ビーナスライン（長野県小県郡長和町）
- 大垂水
  - 国道20号（神奈川県相模原市緑区〜東京都八王子市）

## 前作からの変更点
- NA（自然吸気）車へのボルトオンターボチューニングが可能となった。
- 今作ではエンジンパーツ・ターボ系パーツが架空メーカー5社から提供されている。組み合わせによっては「MODERATE」「CRITICAL」の評価が与えられ、チューニングの効果が増大する。
- ボディデザインにアートファクトリー・グラフィックス監修によるカッティングシート方式を採用し、よりオリジナリティあふれるマシンを作れるようになった。ただし、一部の車種はボディカラー変更の際に不具合が発生したり[注釈 11]、自動車メーカーのステッカーが貼れなくなる。
- 前作では同じスポンサーのステッカーをボディの何箇所にでも貼ることができたが、今作では1つのスポンサーにつき1箇所となった。また、スポンサーからのパーツ供給も廃止された。
- カーディーラーやパーツショップ、パドックでエンカウントバトルを申し込んでくるライバルが登場。
- 新たに「真ライバル」が登場。ステージ1クリア時の勝率に基づいて、3名の中から1名が選定される。
  - 一戦限りで終わる通常のライバルとは異なり、プレイヤーにメールを送信したり、プレイヤーの行動に呼応してバトルを挑んだりしてくる。
- ライバルに勝利すると稀に「仲間」になることがある。仲間になるとコンクエストで車を借りられるようになり、バトルや一部のカテゴリーレースで使用することができるが、あくまでも借り物なのでセッティングやパーツ交換は不可能。
- 前作ではSPECIAL以外のノーマルカーにおいて、外国車全般や日本車の一部車種にはエアロパーツが用意されていなかったが、本作ではノーマルカーであれば日本車・外国車を問わず、全ての車にエアロパーツを装着できるようになった。
  - ただし、前作までノーマルカー扱いであったメルセデス・190EエボリューションとエボリューションIIに関してはSPECIAL扱いとなり、ドレスアップはおろか、エンジンなどのチューニング自体が不可能となってしまった。
  - この他、前作まで収録されていたロータス、フォード、デ・トマソ、ミニも収録されていない。
- SLASHER戦までに負け続けていくと対戦相手の難易度が下がる初心者救済システムが導入された。ただし所持金（上限あり）・ガレージ内の車を引き継いで2周目をスタートできるADVANCED NEW GAMEを実行すると、初心者救済システムは適用されない。